# Mycetina compacta
Mycetina compacta es una especie de coleóptero de la familia Endomychidae.

## Distribución geográfica
Habita en China.